# 629 г. пр.н.е.

## Събития

### В Азия

#### В Асирия
- Цар на Асирия е Ашурбанипал (669/8 – 627 г. пр.н.е.).[1]
- Цар Кандалану (648/7 – 627 г. пр.н.е.) управлява Вавилон като подчинен на асирийския цар.[2]

#### В Урарту
- Владетелят на държавата Урарту Еримена (635 – 629 г. пр.н.е.) е наследен от цар Руса III (629 – 615/590 г. пр.н.е.).[3]

### В Африка

#### В Египет
- Псаметих (664 – 610 г. пр.н.е.) е фараон на Египет.[4][5]